# Żonqor Tower
Żonqor Tower (maltesisch Torri taż-Żonqor) war der elfte von insgesamt dreizehn De Redin Towers. Er stand wenige hundert Meter westlich des Żonqor Point, der den östlichsten Punkt Maltas bildet, auf dem Gebiet der Gemeinde Marsaskala in Malta.

## Geschichte
Der Wachturm wurde 1659 während der Herrschaft des Großmeisters Martin de Redin an der Stelle erbaut, wo sich bereits seit dem Mittelalter ein Aussichtsposten befand. Er wurde 1915 von britischen Truppen zerstört, um freies Schussfeld für die moderne Küstenartillerie zu haben.

## Bauwerk
Der Turm bestand aus zwei übereinanderliegenden Räumen und einer Aussichtsplattform auf dem Dach. Wie alle De-Redin-Türme war er mit zwei Kanonen ausgestattet und ständig mit vier Männern besetzt. Er diente jedoch lediglich zur Überwachung der Küste und konnte einer längeren Belagerung nicht standhalten.